# Глобальна мережа екологічного маркування
Глобальна мережа екологічного маркування (англ. Global Ekolabelling Network (GEN)) — міжнародна некомерційна асоціація, яка станом на початок 2015 року об'єднує 27 програм екологічного маркування І типу згідно ISO 14024:1999, що діють в 60 країнах світу.
Стандарт ISO 14024:1999 визначає програму екологічного маркування типу I як добровільну, багатокритеріальну програму третьої сторони, яка передбачає видачу права на застосування екологічного маркування (екологічного знака та тверджень екологічного змісту), що вказує на загальну екологічну перевагу продукції (товарів чи послуг) в рамках певної однорідної групи на основі розгляду її життєвого циклу.

## Історія GEN
GEN була заснована у 1994 році як неурядова організація з ініціативи об'єднання «Зелена печатка» (США), яку підтримали ще кілька організацій, які на той момент здійснювали управління багатокритеріальними програмами екологічного маркування (Канада, Австралія, Японія, Німеччина).
Статут GEN був зареєстрований у США, регламент асоціації приймається рішенням членів GEN на щорічних зборах і оновлюється за потреби.
Спочатку GEN була створена як платформа для обміну інформацією і співпраці між її членами – органами з екологічного маркування. З моменту свого утворення в 1994 році до 2001 року організація функціонувала переважно в цій сфері.
У 1998-1999 рр. Міжнародна організація по стандартизації (ISO) розробила і затвердила стандарти з екологічного маркування серії ISO 14020, у тому числі ISO 14024:1999 для багатокритеріальних  програм екологічного маркування з метою визначення загальних екологічних переваг товарів чи послуг. В процесі розробки цієї серії брали активну участь засновники та члени GEN на той час. З моменту затвердження стандарту ISO 14024:1999  GEN застосовує його як кодекс основних правил і принципів екологічного маркування продукції.
З 2001 року GEN значно розширила свою діяльність з таких причин:
- торгівля і бізнес ставали все глобальнішими;
- питання, пов'язані зі станом довкілля, ставали все  актуальнішими і почали розглядатися не тільки на рівні урядів, а й бізнесу, на всіх рівнях, в різних аспектах, включаючи «сталі закупівлі», «еко-дизайн», «корпоративно-соціальну відповідальність», «стале споживання та виробництво»,«глобальні кліматичні зміни» тощо;
- програми екологічного маркування  почали розвиватися у всьому світі;
- потенціал програм екологічного маркування І типу посилив свій вплив на міжнародну торгівлю  і став предметом для обговорення на рівні міжурядових органів, в першу чергу Світової організації торгівлі (WTO) та ООН тощо.
На даний момент діяльність GEN охоплює наступні ключові напрямки:
- міжнародне взаємне визнання між органами з екологічного маркування;
- розробляння та упровадження спільних базових екологічних критеріїв для певних категорій продукції;
- взаємодію з Міжнародною організацією зі стандартизації (ISO) в частині що стосується  розвитку міжнародних стандартів у сфері екологічного маркування та оцінки життєвого циклу;
- розвиток програм технічної підтримки.

## Мета та місія GEN
Основна мета GEN – просування, розвиток та вдосконалення програм екологічного маркування на національному, регіональному та міжнародному ринках, а також сприяння розвитку сталих закупівель, забезпечення взаємодії між органами з екологічного маркування задля обміну найкращим досвідом, гармонізації методів оцінки екологічних показників та розвитку бази екологічних критеріїв.
Місією GEN є досягнення таких цілей:
- сприяння в просуванні та розвитку програм екологічного маркування, підвищення довіри до програм екологічного маркування І типу  у всьому світі, а також надання інформації про стандарти екологічного маркування та екологічних критеріїв;
- сприяння співпраці, обміну інформацією та гармонізації відносин між членами і партнерами асоціації, а також розвитку інших програм екологічного маркування, що не входять до складу GEN.
- забезпечення доступності до інформації про вимоги екологічних критеріїв для програм екологічного маркування у всьому світі;
- співпраця та взаємодія з міжнародними організаціями з метою просування програм екологічного маркування І типу;
- сприяння підвищенню попиту і пропозицій товарів та послуг з поліпшеними екологічними характеристиками на всіх етапах життєвого циклу з мінімальним впливом на стан довкілля та здоров'я людини.

## Ключові особи
Вищим органом управління GEN є щорічна конференція членів GEN, як. обирає голову та Раду директорів асоціації. В період між конференціями поточне управління GEN здійснюється Радою директорів на чолі з головою асоціації, до якої, як правило, входять 8 членів.
| Члени Ради директорів GEN 2013-2015 рр. | |
| --------------------------------------- | --- |
| Члени Ради директорів GEN:              | |
| Робін Тейлор, голова                    | Новозеландська програма екологічного маркування «Environmental Choice New Zealand [Архівовано 21 березня 2015 у Wayback Machine.]»                                |
| Члени Ради директорів GEN:              | |
| Анжела Гріффітс                         | Канадська програма екологічного маркування «Eco Logo» (UL Environment) [Архівовано 19 березня 2015 у Wayback Machine.]                                            |
| Ганс-ГєрманЭггєрс                       | Німецька програма екологічного маркування «Blue Angel» (UBA) |
| Ева Айдєрстром                          | Шведська програма екологічного маркування «Good Environmental Choice [Архівовано 16 березня 2015 у Wayback Machine.]» (Шведське товариство охорони природи, SSNC) |
| Гай Ладвокат                            | Бразильська програма екологічного маркування «ABNT-Environmental Quality [Архівовано 2 квітня 2015 у Wayback Machine.]» (ABNT)                                    |
| Бьєрн-Эрік Лонн                         | Програма екологічного маркування північних країн Європи «Nordic Swan»                                                                                             |
| Осаму Уно                               | Японська програма екологічного маркування «Eco Mark» (Асоціація з охорони навколишнього середовища Японії, JEA)                                                   |
| Жан Сяодан                              | Китайська програма екологічного маркування «China Environmentally Friendly Certification» (CQC)                                                                   |

## Міжнародна програма довіри та  взаємного визнання GENICES
У 2001 році офіційні представники чотирьох азійських організацій-членів GEN - «Фонду навколишнього середовища та розвитку Тайваню», «Японської екологічної асоціації», «Корейської асоціації екомаркування» і «Таїландського інституту навколишнього середовища» - поклали початок багатосторонньої і багаторічної програми, маючи на меті встановлення структури взаємного визнання та спільного процесу, спрямованого на формування групи загальних критеріїв для екологічного маркування (GENICES).
GEN'S Internationally Coordinated Ecolabelling System [Архівовано 2 квітня 2015 у Wayback Machine.] – GENICES – це внутрішня програма для організацій-членів GEN. Необхідною умовою для участі в ній є підтвердження відповідності стандарту ISO 14024:1999 шляхом проходження зовнішнього міжнародного аудиту. Одна з цілей програми GENICES – це взаємне визнання національних та регіональних програм екологічного маркування І типу.
GENICES передбачає взаємне визнання результатів сертифікації між програмами екологічного маркування її членів, сприяючи зниженню бар'єрів у світовій торгівлі. Виробники продукції та послуг, що пройшли екологічне маркування та отримали право на застосування екологічного маркування згідно ISO 14024:1999 в сертифікаційних системах,  сертифікованих за програмою GENICES, можуть отримати право на застосування знаку екологічного маркування іншої країни, пройшовши скорочений цикл сертифікації та просувати свою продукцію не тільки на національному ринку, але і на міжнародному. Станом на 2015 рік 17 програм екологічного маркування які входять до складу GEN (понад 60%) вже успішно пройшли міжнародний аудит та мають сертифікати  GENICES.

## Партнерство GEN
GEN є активним учасником багатьох міжнародних ініціатив, пов'язаних зі сталим розвитком, екологічною стандартизацією та сертифікацією.
GEN тісно співпрацює з Світової організації торгівлі (WTO), Комітетом ООН зі сталого розвитку (UNCSD), Економічною і соціальною радою ООН (ECOSOC [Архівовано 25 квітня 2015 у Wayback Machine.]), Програмою ООН з навколишнього середовища (UNEP), Організацією економічного співробітництва та розвитку (OECD), є активним членом Міжнародної організації стандартизації (ISO).
Один з її членів — Комісія ЄС з питань навколишнього середовища, що здійснює загальне управління програмою екологічного маркування ЄС.
До теперішнього часу GEN реалізувала ряд важливих ініціатив і проєктів, таких як:
- розробка і впровадження «Кодексу доброчинної практики», який по суті є еквівалентним ISO 14024: 1999;
- реалізація проєктів технічної підтримки для розробляння, упровадження та розвитку програм екологічного маркування І типу в країнах, що розвиваються;
- міжнародна координація сертифікаційних систем екологічного маркування в рамках реалізації програми GENICES;
- запровадження та реалізація багатосторонніх угод про взаємне визнання між програмами екологічного маркування (MRA);
- формування баз даних екологічних критеріїв для забезпечення екологічної сертифікації товарів і послуг тощо.

## Членство української програми екологічного маркування в GEN та сертифікація за програмою  GENICES
08 жовтня 2004 року на офіційній щорічній зустрічі членів GEN, яка відбулася в Токіо (Японія), українська програма екологічного маркування І типу, яку представляла Всеукраїнська громадська організація «Жива планета» увійшла до складу GEN. «Жива планета» як організація що здійснює функції органа з екологічного маркування стала членом GEN, а український знак екологічного маркування, якій в народі отримав назву «Зелений журавлик», було включено до міжнародного реєстру.
05 травня 2011 року орган сертифікації продукції «Живої планети» успішно пройшов міжнародний аудит і отримав сертифікат за програмою взаємної довіри та  визнання GENICES. На підставі сертифікації за програмою GENICES  орган сертифікації продукції «Живої планети» приєднався до міжнародної багатосторонньої Угоди між органами з екологічного маркування про взаємне визнання результатів екологічної сертифікації згідно ISO 14024: 1999.